# Baltoro Muztagh
De Baltoro Muztagh is een bergketen in de Karakoram, op de grens tussen Pakistan en China. De keten bevat alle achtduizenders van de Karakoram: K2 (8611 m), Gasherbrum I of Hidden Peak (8080 m), Broad Peak (8051 m) en Gasherbrum II (8034 m); en daarnaast vele andere bekende toppen.

## Ligging
De Baltoro Muztagh strekt zich in oost-westelijke richting uit ten noorden van de Baltorogletsjer en ten zuiden van de onbewoonde Shagskamvallei in Xinjiang. De Baltorogletsjer is met 62 km lengte een van de langste gletsjers buiten de poolgebieden en scheidt de Baltoro Muztagh van de Masherbrumbergen in het zuiden. Op de noordoostelijke flank van de Baltoro Muztagh ligt een andere grote gletsjer, de Sarpo Laggogletsjer, die afvloeit naar de Shagskamvallei. Het dal van deze gletsjer vormt de scheiding met de Panmah Muztagh.
In het westen vormt het massief van de Pajiu Peak (6600 m) het uiteinde van de Baltoro Muztagh. Dit massief wordt in het zuiden begrensd door de Braldu, de rivier die uit de Baltorogletsjer stroomt, en in het westen door de Panmahgletsjer. De scheiding tussen de Baltoro Muztagh en Panmah Muztagh wordt hier gevormd door de 5376 m hoge Muztaghpas, die vroeger als route voor karavanen tussen Yarkand en Skardu diende. Toen de gletsjers in het midden van de 19e eeuw aangroeiden raakte de pas onbegaanbaar.
Ten oosten van de Pajiu Peak ligt de Trangogletsjer, een zijgletsjer van de Baltorogletsjer. Aan de andere zijde van deze gletsjer liggen de Trango Towers (6286 m). De keten loopt verder naar het oosten over de Muztagh Tower (7276 m) en Skil Brum (7410 m). Nog verder naar het oosten ligt de K2. Deze berg, de hoogste van de hele Karakoram en de op een na hoogste ter wereld, staat vrijwel los van de omringende toppen als een grote piramide, omringd door zijmassieven. Het zijmassief in het noordwesten heeft als hoogste punt de Chongtar Kangri (7302 m); het zijmassief in het noordoosten als hoogste top de Skyang Kangri (7545 m). De laatste berg vormt de noordoostelijke hoekpunt van de Baltoro Muztagh, waar de Shagskamvallei omheen ligt. Er liggen tussen de Trango Towers en de K2 diverse grote gletsjers op de zuidzijde van de Baltoro Muztagh, die alle uitkomen op de Baltorogletsjer.
Vanaf de K2 stroomt naar het zuiden de Godwin Austengletsjer. Deze gletsjer komt bij Concordia uit op de Baltorogletsjer. Ten oosten van de Godwin Austengletsjer loopt de Baltoro Muztagh verder naar het zuidoosten. De hoogste toppen hier zijn de achtduizenders Broad Peak en de Gasherbrumgroep. Vanaf de Gasherbrumgroep stromen de Urdokgletsjer en de Gasherbrumgletsjer naar het noordoosten richting de Shaksgamvallei.
Gasherbrum I vormt de zuidoostelijke hoekpunt van de Baltoro Muztagh. Via een zadel, Indira Col, is de Baltoro Muztagh hier verbonden met de Siachen Muztagh. Ten zuiden van de Gasherbrum I ligt de Abruzzigletsjer, die het bovenste deel van de Baltorogletsjer voedt. Ten zuiden van die gletsjer ligt de Baltoro Kangri (7312 m). Deze is in het westen verbonden met de Masherbrumbergen en in het oosten over de Sia La met de Saltoro Muztagh.